# Aḩmadābād-e Panjeh ‘Alī
Aḩmadābād-e Panjeh ‘Alī (persiska: احمد آباد پنجه علی, Aḩmadābād-e Panjeh) är en ort i Iran.   Den ligger i provinsen Kurdistan, i den nordvästra delen av landet, 400 km väster om huvudstaden Teheran. Aḩmadābād-e Panjeh ‘Alī ligger 1 951 meter över havet och antalet invånare är 237.
Terrängen runt Aḩmadābād-e Panjeh ‘Alī är kuperad åt sydost, men åt nordväst är den platt.Runt Aḩmadābād-e Panjeh ‘Alī är det ganska tätbefolkat, med 72 invånare per kvadratkilometer. Närmaste större samhälle är Dehgolān, 18,7 km norr om Aḩmadābād-e Panjeh ‘Alī. Trakten runt Aḩmadābād-e Panjeh ‘Alī består i huvudsak av gräsmarker.